# Parathaia macra
Parathaia macra är en insektsart som beskrevs av Kuoh 1982. Parathaia macra ingår i släktet Parathaia och familjen dvärgstritar. Inga underarter finns listade i Catalogue of Life.